# 杜氏百灵

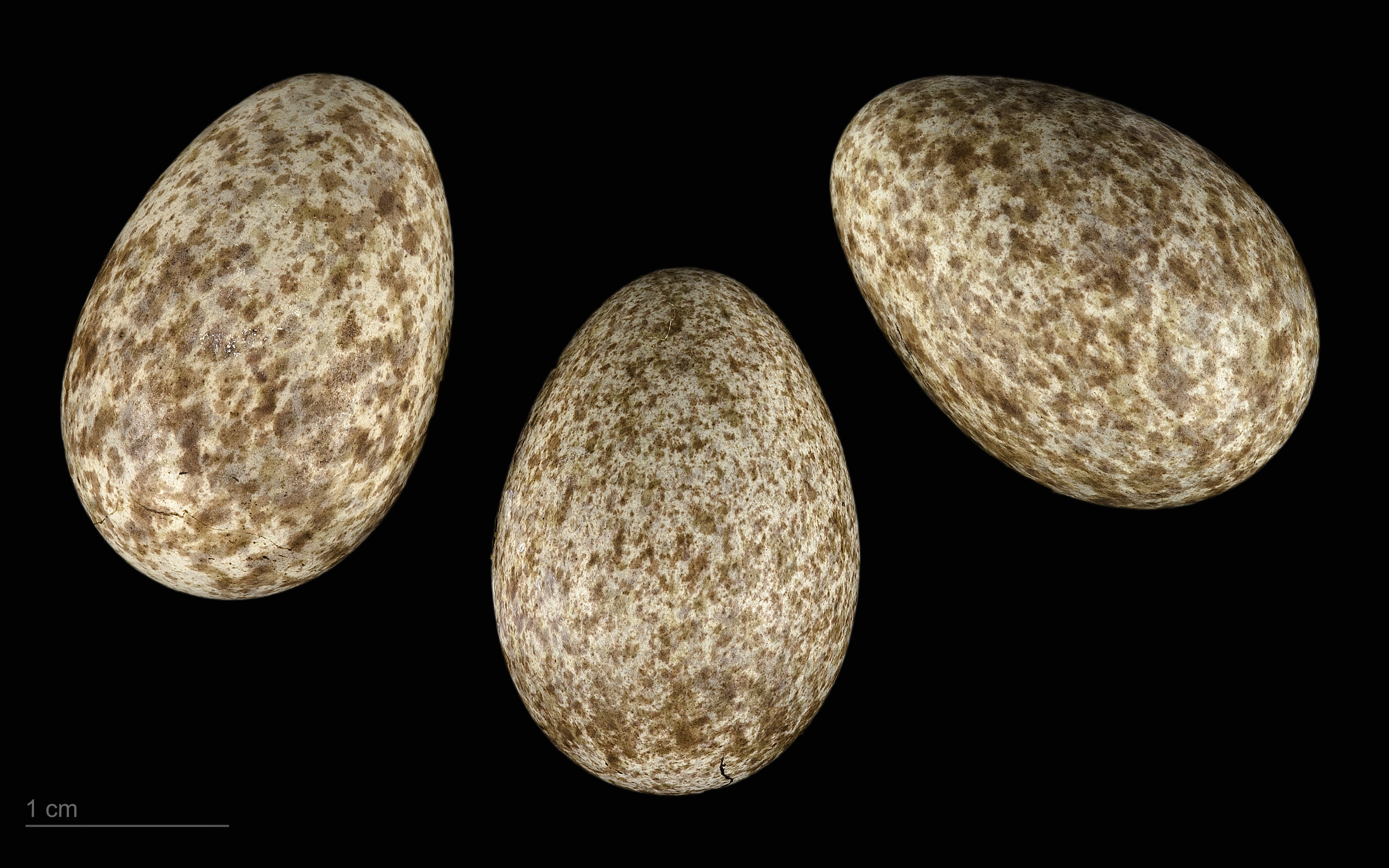
卵 Chersophilus duponti duponti

杜氏百灵（学名：Chersophilus duponti），是百灵科杜氏百灵属（Chersophilus）的一种，分布于法国、希腊、埃及、利比亚、阿尔及利亚、塞浦路斯、突尼斯、西班牙、马耳他、摩洛哥、意大利和葡萄牙（已绝灭）。该物种的保护状况被评为近危。
杜氏百灵的平均体重约为39.5克。栖息地包括温带草原、温带疏灌丛、亚热带或热带的（低地）干草原、亚热带或热带的（低地）干燥疏灌丛和地中海型疏灌丛。